# Измайловское шоссе
Изма́йловское шоссе́ — шоссе, расположенное в Восточном административном округе города Москвы на территории районов Измайлово и Соколиная Гора.

## История
Улица получила своё название до 1917 года. Прежнее наименование шоссе — Измайловская дорога — названо по направлению к селу Измайлово.

## Расположение
На сегодняшний день Измайловское шоссе состоит из двух отделённых друг от друга частей, первая часть Измайловского шоссе проходит по территории района Соколиная Гора, вторая — по территории района Измайлово. Первую и вторую часть разрывают Окружной проезд, МЦК, Северо-Восточная хорда и Вернисажная улица.
Начинается Измайловское шоссе как продолжение Большой Семёновской улицы (от места её пересечения с улицей Измайловский Вал) и идёт на восток. С севера к шоссе примыкают Вельяминовская улица и улица Ибрагимова; с юга — проспект Будённого, 1-й и 3-й Кирпичные переулки. Измайловское шоссе упирается в Малое железнодорожное кольцо (теперь МЦК), на этом первая часть шоссе заканчивается.
В своей первой части Измайловское шоссе идёт параллельно с Щербаковской (проходит севернее шоссе) и Кирпичной (проходит южнее шоссе) улицами.

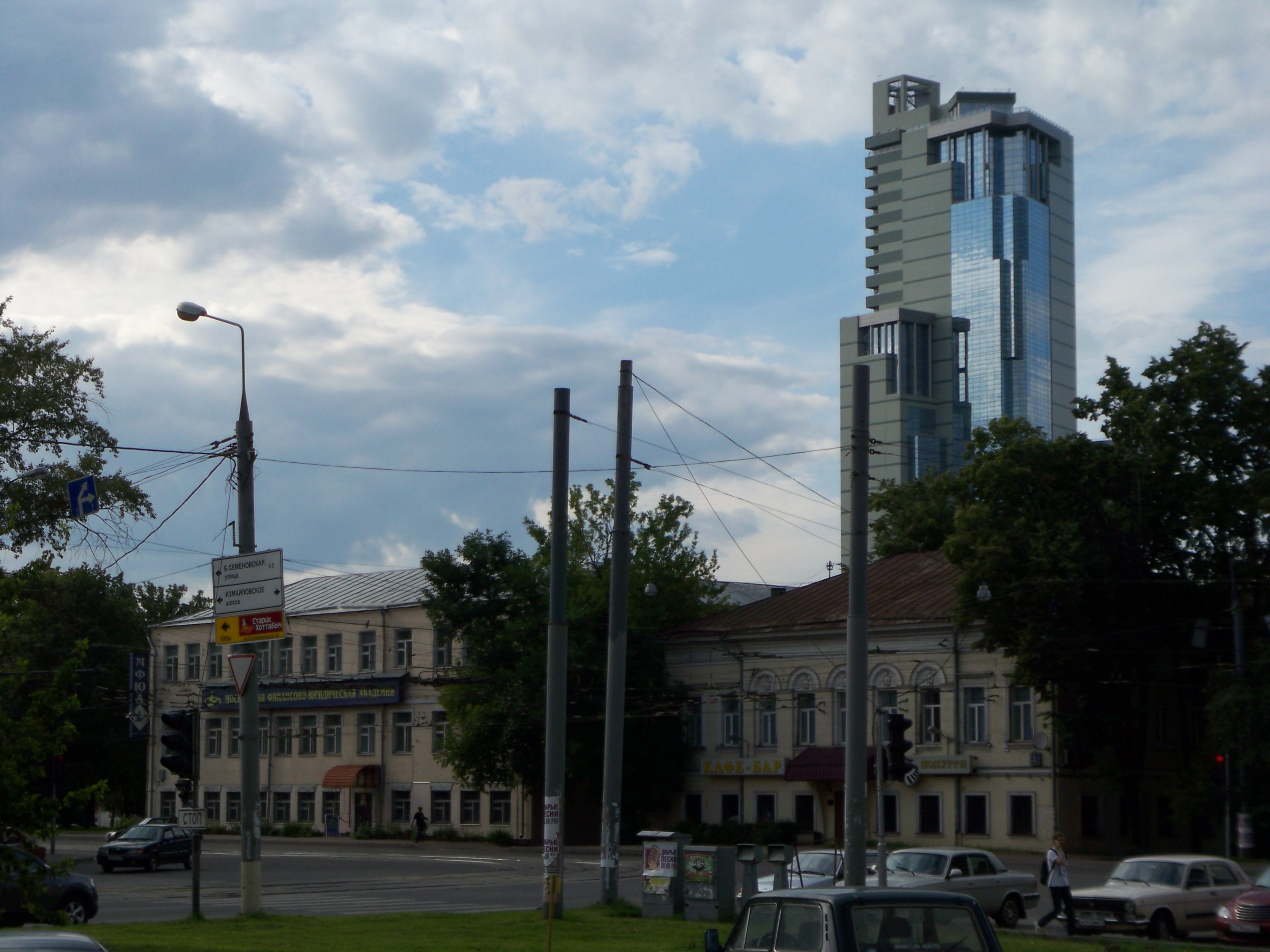
Начало Измайловского шоссе, первые дома по левой стороне — д. 3 и д. 3а.
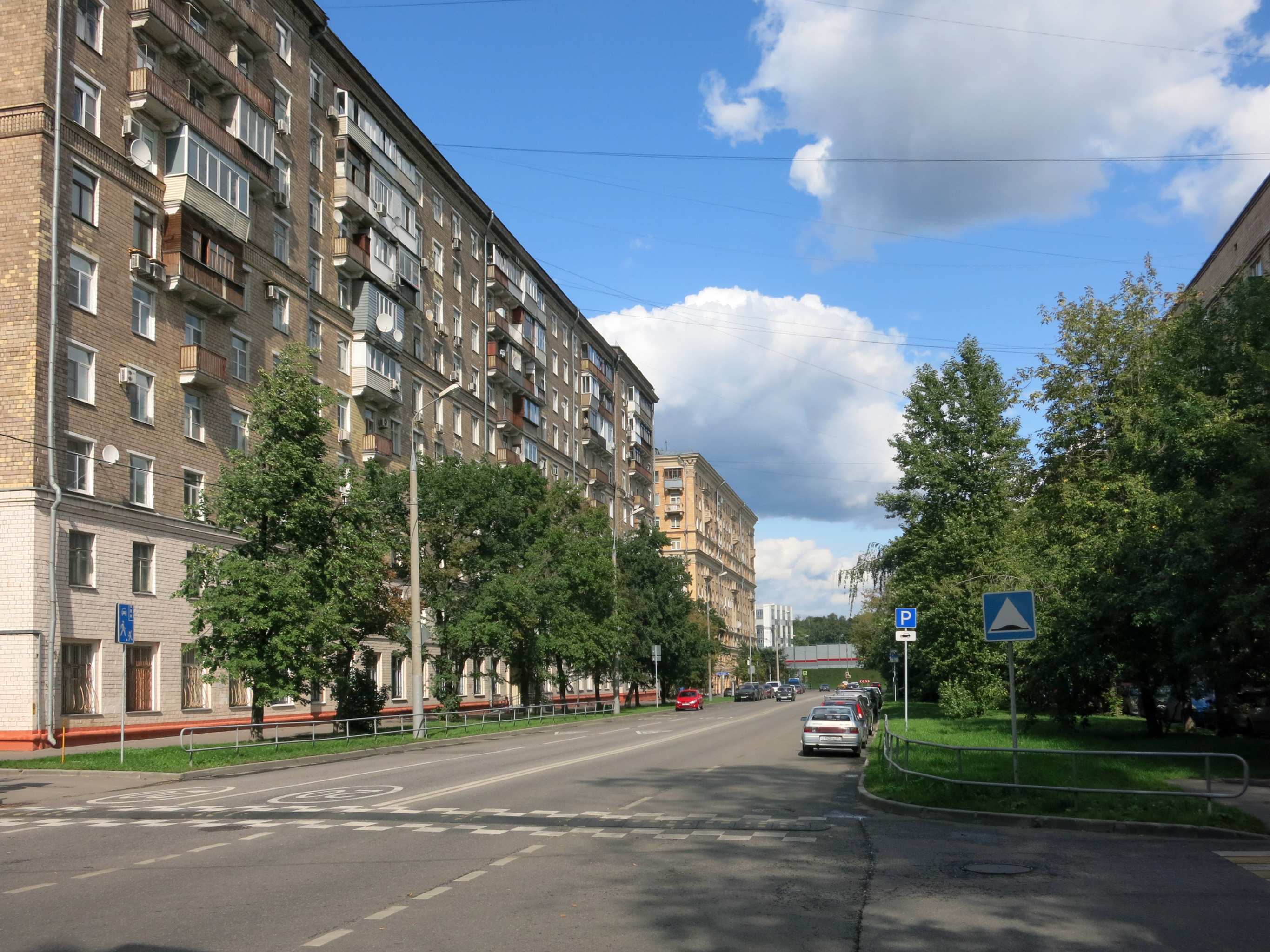
Конец первой части Измайловского шоссе, дом 57 и следующий за ним дом (Щербаковская ул., д. 58а).

Вторая часть Измайловского шоссе начинается на 600 м севернее конца первой части, как продолжение Ткацкой улицы от места её пересечения с Вернисажной улицей. Далее шоссе идёт на восток вдоль северной стороны Измайловского парка до пересечения с Главной аллеей. После Главной аллеи движение в том же направлении продолжает уже Первомайская улица.
На некоторых картах (например, на картах «Гугла», но не на картах «Яндекса») к Измайловскому шоссе также причисляется въезд на Измайловский остров вплоть до Триумфальной арки 1859 года.

## Примечательные здания и сооружения
- № 4 — жилой дом Гусаровых (нач. XIX в.), памятник архитектуры в стиле неоклассицизм.
- № 6 — на пристройке к жилому дому с 1982 года размещается мозаичное панно «Женщины и мода» работы Елены Романовой. Композиция показывает эволюцию женского костюма. Здесь в советское время работал магазин экспериментальной фабрики одежды «Женская мода»[2].
- № 44 — Вычислительный центр ЦСУ СССР (1968—1980, архитекторы Л. Павлов, Т. Андлерова[3], А. Лунёв[4], А. Семёнов, П. Этлина[5]), ныне — Главный межрегиональный центр Росстата[6].

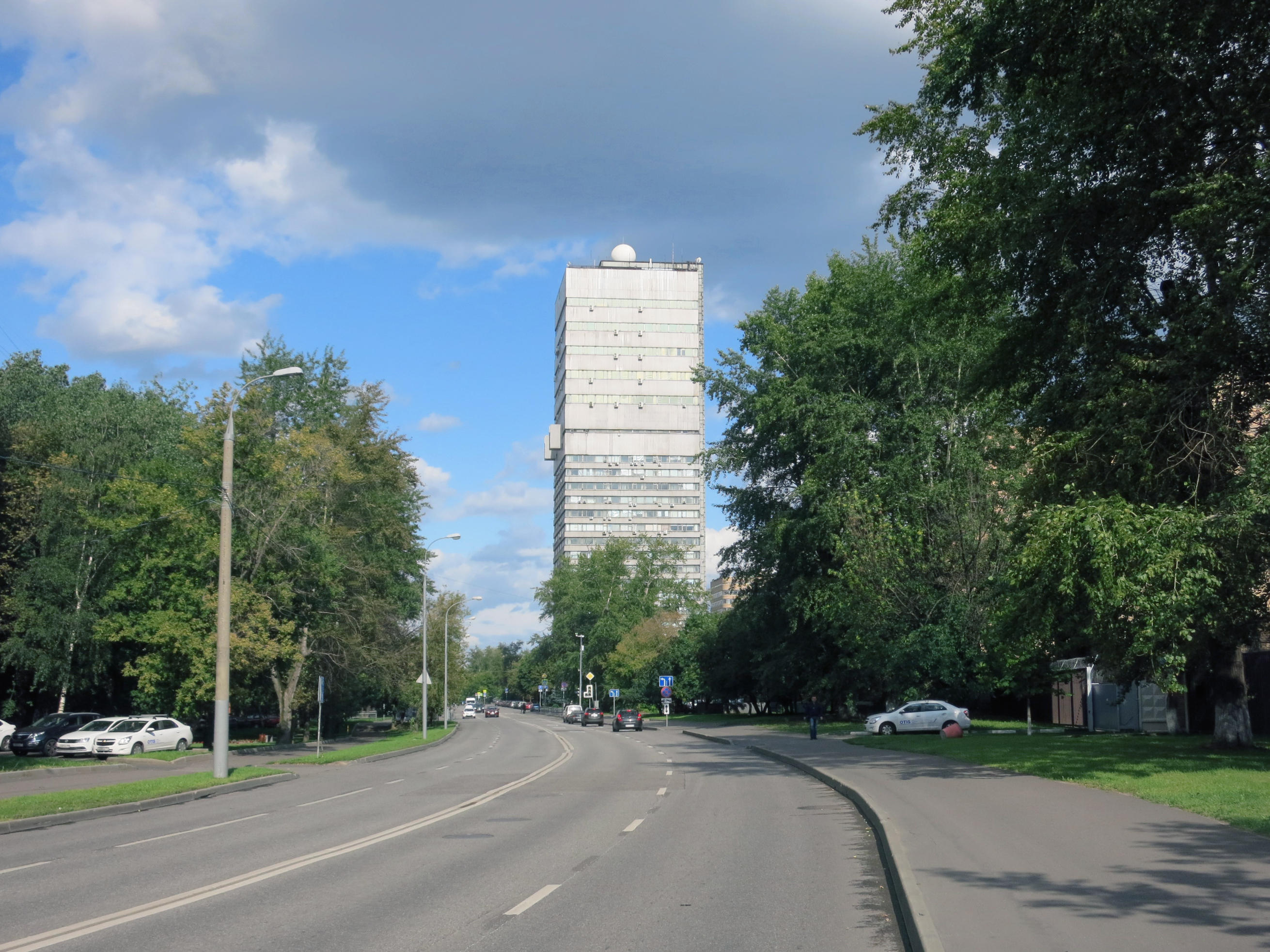
Башня Росстата, вид с запада.
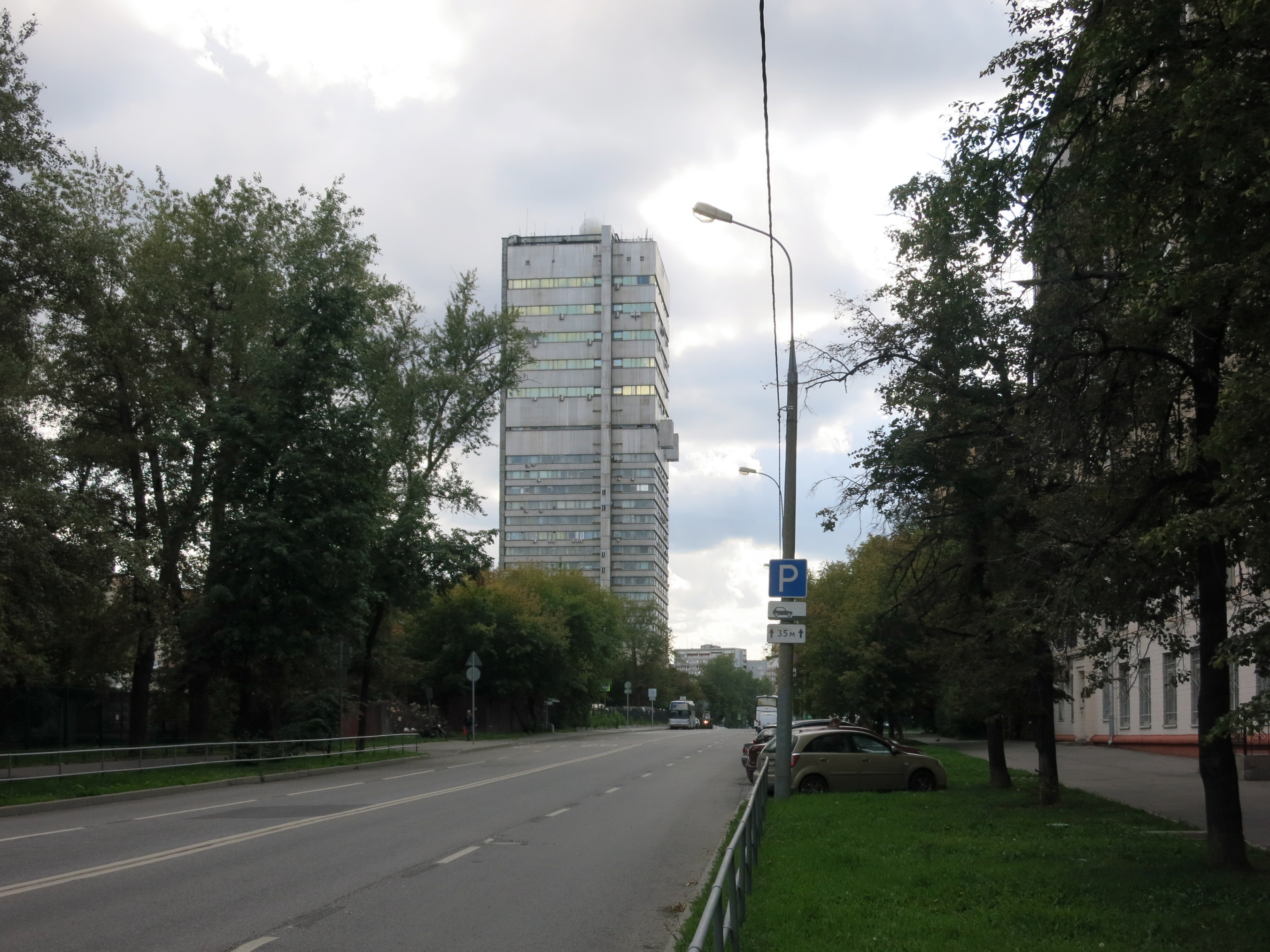
Башня Росстата, вид с востока.
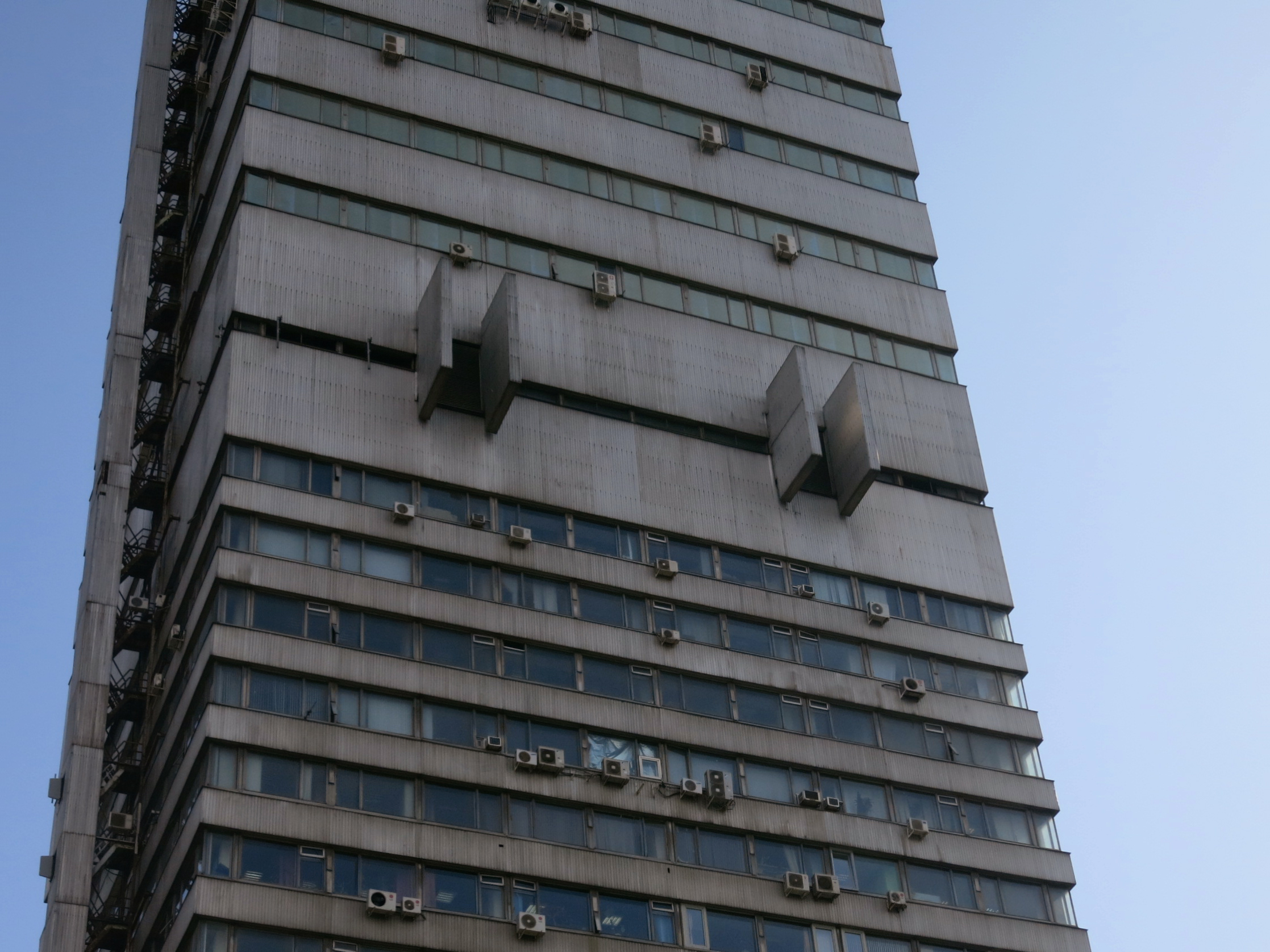
Выступы на башне Росстата.

## Транспорт

### Автобус
- 36: Платформа Новогиреево —  Партизанская
- 634: Южное Измайлово —  Семёновская
- т22: 16-я Парковая улица — Новорязанская улица ( Комсомольская) (следует по Измайловскому шоссе на участке от 2-й улицы Измайловского Зверинца до Главной аллеи)
- н3: Уссурийская улица —  Китай-город (ночной)

### Трамвай
- 12, 32, 36, 46

### Метро
- Станция метро «Семёновская» Арбатско-Покровской линии — в 350 м на север от начала улицы (продолжения Большой Семёновской улицы).
- Станция метро «Партизанская» Арбатско-Покровской линии — недалеко от Измайловского парка.